# Raecius
Raecius és un gènere d'aranyes araneomorfes de la família dels udúbids (Udubidae). Fou descrit per primera vegada per Eugène Simon el 1892.
Totes les espècies tenen una distribució per l'Àfrica subsahariana.

## Taxonomia
Segons el World Spider Catalog del 23 de gener de 2019, s'accepten sis espècies:
- Raecius aculeatus Dahl, 1901
- Raecius asper (Thorell, 1899)
- Raecius congoensis Griswold, 2002
- Raecius crassipes (L. Koch, 1875)
- Raecius jocquei Griswold, 2002
- Raecius scharffi Griswold, 2002